# 200-річчя від дня народження Т. Г. Шевченка (монета)
«200-рі́ччя від дня наро́дження Т. Г. Шевче́нка» — ювілейна монета номіналом 5 гривень, випущена Національним банком України, присвячена 200-річчю від дня народження видатного сина українського народу, геніального поета, художника, мислителя, який зробив неоціненний внесок у духовну скарбницю людства, — Тараса Григоровича Шевченка. Талант Великого Кобзаря сягнув вершин української та світової культури, сила його національного феномену випромінюється далеко поза межі літератури і мистецтва.
Монету введено в обіг 7 березня 2014 року. Вона належить до серії «Духовні скарби України».

## Опис монети та характеристики
| Номінал грн. | Метал      | Маса, г | Діаметр, мм | Якість виготовлення | Гурт     | Тираж, штук |
| ------------ | ---------- | ------- | ----------- | ------------------- | -------- | ----------- |
| 5            | нейзильбер | 16,54   | 35,0        | звичайна            | рифлений | 30 000      |

### Аверс
На аверсі монети угорі розміщено: малий Державний Герб України та напис півколом «НАЦІОНАЛЬНИЙ БАНК УКРАЇНИ», на тлі рушника зображено стилізоване алегоричне уособлення таланту митця — дві музи — Поезії та Образотворчого мистецтва, унизу написи: рік карбування монети 2014, півколом номінал — «П'ЯТЬ ГРИВЕНЬ»; внизу на рушнику розміщено логотип Монетного двору Національного банку України.

### Реверс
На реверсі монети розміщено: портрет Т. Г. Шевченка, написи: угорі — «СВОЮ УКРАЇНУ ЛЮБІТЬ…», унизу — «ТАРАС/ШЕВЧЕНКО/ 1814—1861», праворуч і ліворуч — стилізований рослинний орнамент.

## Автори

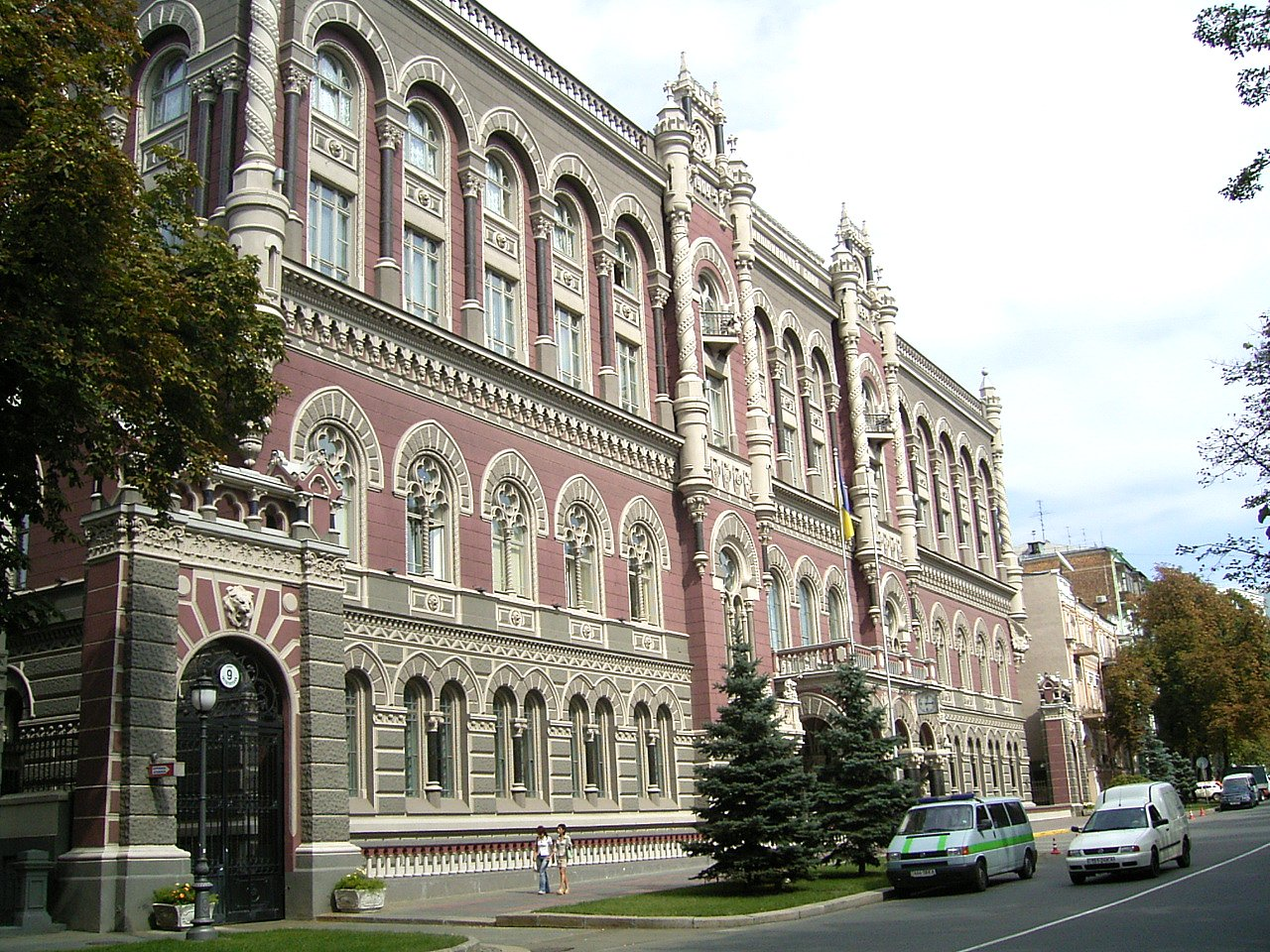
Будівля Національного банку України

- Художник — Таран Володимир, Харук Олександр.
- Скульптор — Дем'яненко Володимир, Іваненко Святослав.

## Вартість монети
Під час введення монети в обіг у 2014 році, Національний банк України реалізовував монету через свої філії за ціною 25 гривень.
Фактична приблизна вартість монети, з роками змінювалася так:
| Рік        | 2014 | 2015 | 2016 | 2017 | 2018 | 2019 | 2020 | 2021 | 2022 | 2023 | 2024 | 2025 |
| ---------- | ---- | ---- | ---- | ---- | ---- | ---- | ---- | ---- | ---- | ---- | ---- | ---- |
| Ціна, грн. | 33   | 40   | 60   | 80   | 90   | 100  | 105  | 120  | 150  | 460  | 520  | 530  |